# Torsten Althin
Torsten Karl Wilhelm Althin, född 11 juli 1897 i Johannes församling, Stockholm, död 23 januari 1982, var en svensk museiman och teknikhistoriker.

## Biografi
Althin var son till kyrkoherde Ernst Althin och Amelie Schultz samt halvbror till Carl-Axel Althin. Han var intresserad av att bli ingenjör, men kom istället att utbilda sig till officer, sannolikt under intryck av det då pågående första världskriget. Althin blev fänrik i artilleriet 1917. Hans teknikhistoriska verksamhet inleddes vid Jubileumsutställningen i Göteborg 1923, efter att han sett en annons i maj 1919 där man sökte "en ung kulturellt intresserad officer för organisatoriskt arbete med framtidsutsikter". Arbetet gällde insamling av teknikhistoriskt och industrihistoriskt intressanta föremål, i huvudsak från Västsverige. Föremålen bildade därefter kärnan i det ej längre existerande Industrimuseet i Göteborg.
Althin fick 1924 tjänsten som intendent för det nybildade Tekniska Museet i Stockholm med uppgift att bygga upp museet från grunden. Arbetsgivare var Ingenjörsvetenskapsakademien (IVA). Från 1931 gav museet ut tidskriften Dædalus och 1936 stod museets byggnad på Norra Djurgården färdig, lagom till Svenska Teknologföreningens 75-årsjubileum. Althin stannade som museets chef till sin pensionering 1962, och efterträddes av Sigvard Strandh. Därefter var han föreläsare i teknikhistoria vid Kungliga Tekniska högskolan (KTH), vilket tidigare inte hade funnits som ämne där. Han skrev genom åren en lång rad monografier över svenska industriföretag.
Althin invaldes 1953 i Ingenjörvetenskapakademien. Han tilldelades 1954 KTHs stora pris, mottog 1963 IVA:s stora guldmedalj "såsom skapare av Tekniska Museet i Stockholm och för hans insatser inom detta" och utsågs 1974 till teknologie hedersdoktor vid KTH. Han var även filosofie hedersdoktor.
Torsten Althin var brorson till konstnären Caleb Althin, som bl.a. grundade Althins målarskola.